# Edi
Edi je moško osebno ime.

## Izvor imena
Ime Edi je skrajšana oblika  moškega osebnega imena Edvard oziroma  Edmund.

## Različice imena
- moške različice imena: Edmund, Edo, Edvard, Edvin,
- žemska različica imena: Eda

## Pogostost imena
Po podatkih Statističnega urada Republike Slovenije je bilo na dan 31. decembra 2007 v Sloveniji število moških oseb z imenom Edi: 603.

## Osebni praznik
Osebe z imenom Edi godujejo takrat kot osebe z imenom Edvard.

## Znane osebe
- Edi Majaron, slovenski lutkar
- Edi Pucer, slovenski televizijski voditelj